# Стандарта председника Министарског савета Краљевине Југославије
Стандарта председника Министарског савета Краљевине Југославије била је званична државна застава од 1937. до 1945. године коју су употребљавали државни службеници председници Министарског савета Краљевине Југославије.

## Изглед стандарте
Стандарта председника Министарског савета Краљевине Југославије састојала се од три боје, плаве, беле и црвене, положене водоравно у сразмери 2:18:2. У средини белог поља налазио се Велики грб Краљевине Југославије. Однос ширине и дужине стандарте био је 1:1. Стандарта је била двострана истоветног изгледа са обе стране.